# Інформер

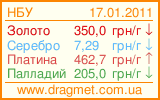
Інформер курсу золота та інших банківських металів

Інфо́рмер — графічний, текстовий елемент, який встановлюється на вебсайті користувача і служить для надання повсякденної фінансової, політичної, спортивної та іншої інформації, що оновлюється автоматично.